# NGC 6309
NGC 6309 is een planetaire nevel in het sterrenbeeld Slangendrager. Het hemelobject werd in  1876 ontdekt door de Duitse astronoom Ernst Wilhelm Leberecht Tempel. Dit object kreeg de bijnaam Box Nebula.

## Synoniemen
- PK 9+14.1